# Cmentarz rzymskokatolicki w Rymanowie
Cmentarz rzymskokatolicki w Rymanowie – powstał pod koniec XVIII, wieku. Najstarsze nagrobki pochodzą z początku XIX w. np. pomniki rodziny Skórskich – ówczesnych właścicieli Rymanowa czy kwatera rodziny hr. Potockich, gdzie znajduje się mogiła hr. Anny z Działyńskich Potockiej oraz jej najstarszych synów Jana i Józefa, ich żon i niektórych wnuków, groby proboszczów, rodziny Bieleckich, Stanisława Mistygacza bohaterskiego obrońcy z 1939 oraz groby żołnierzy z I i II wojny światowej.

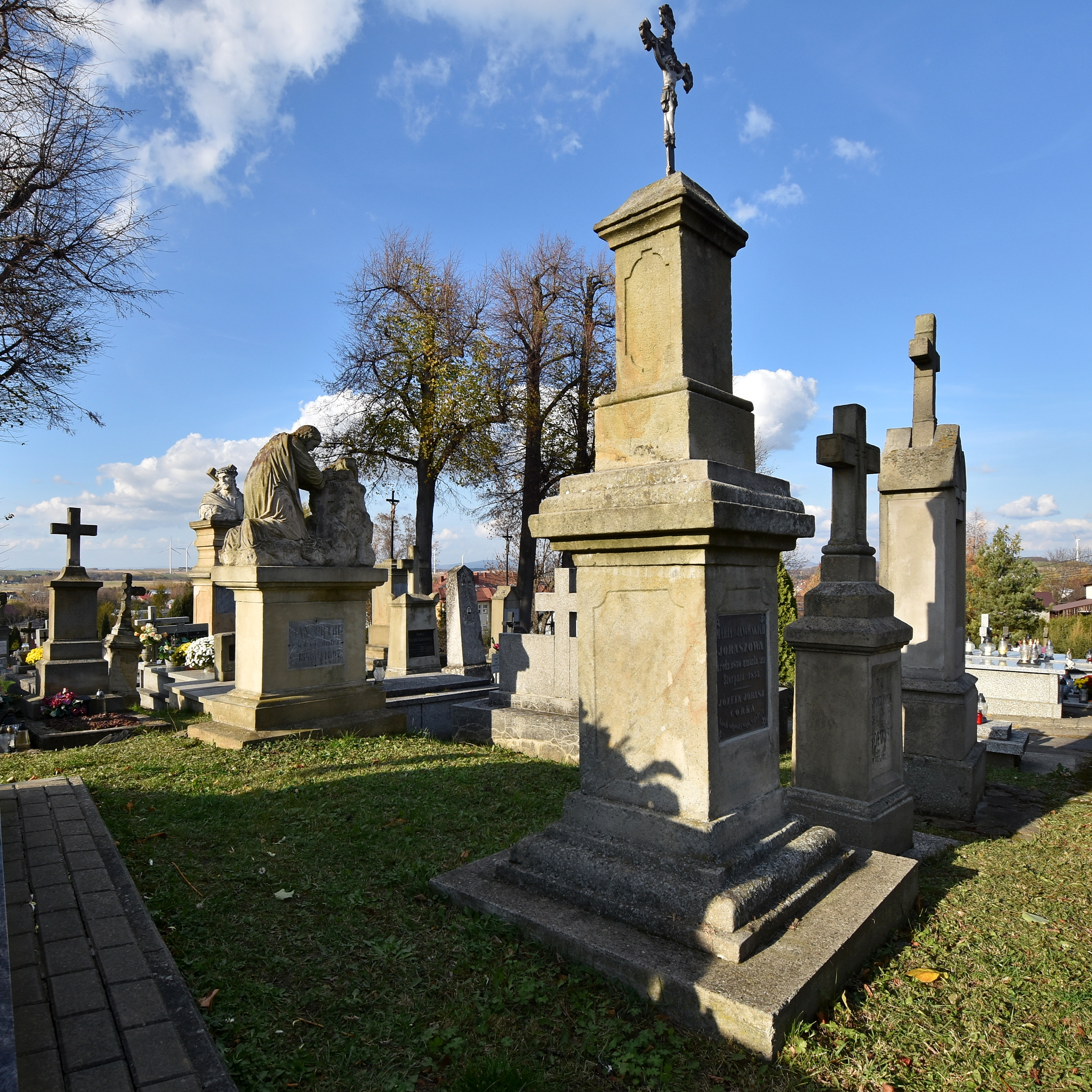
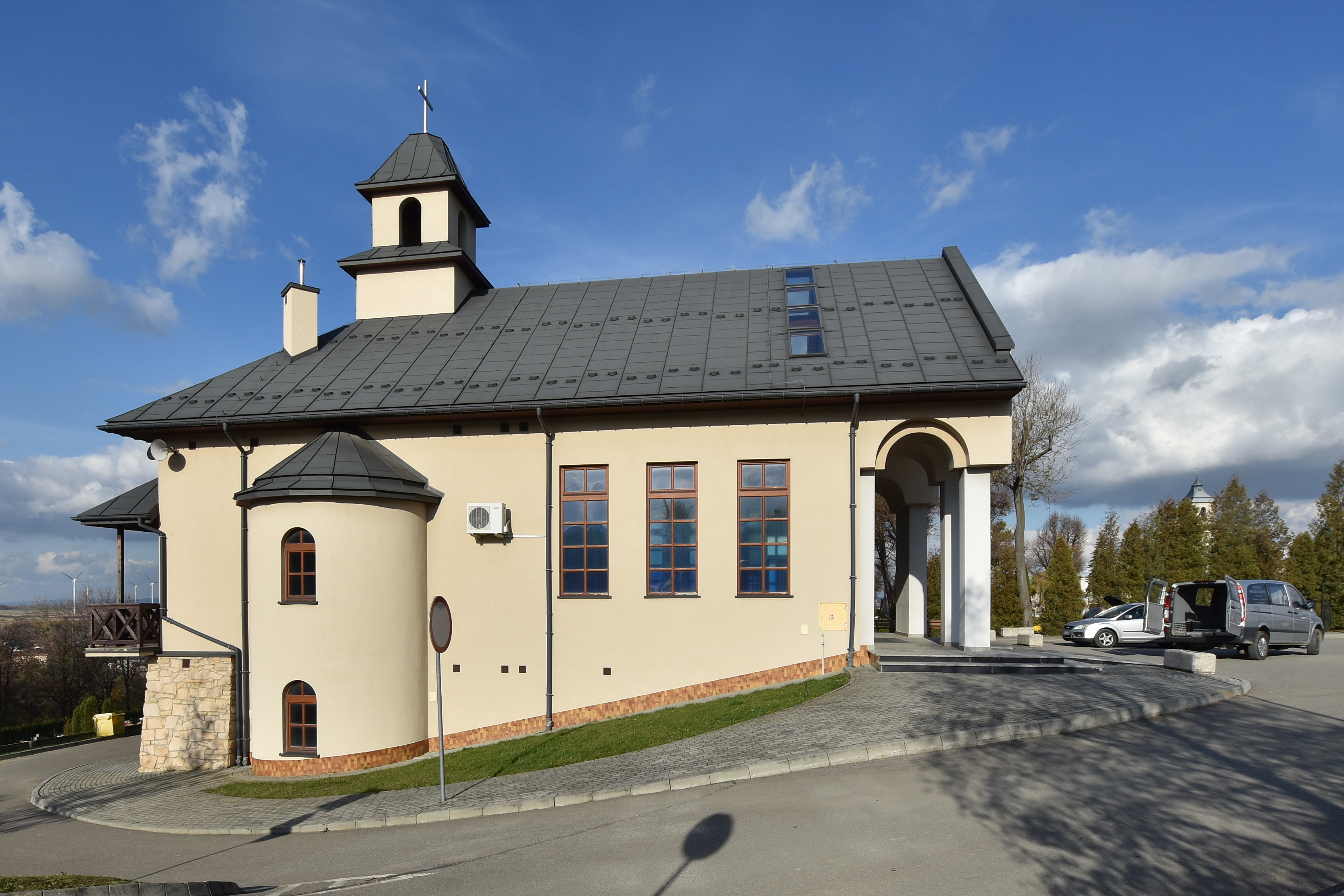
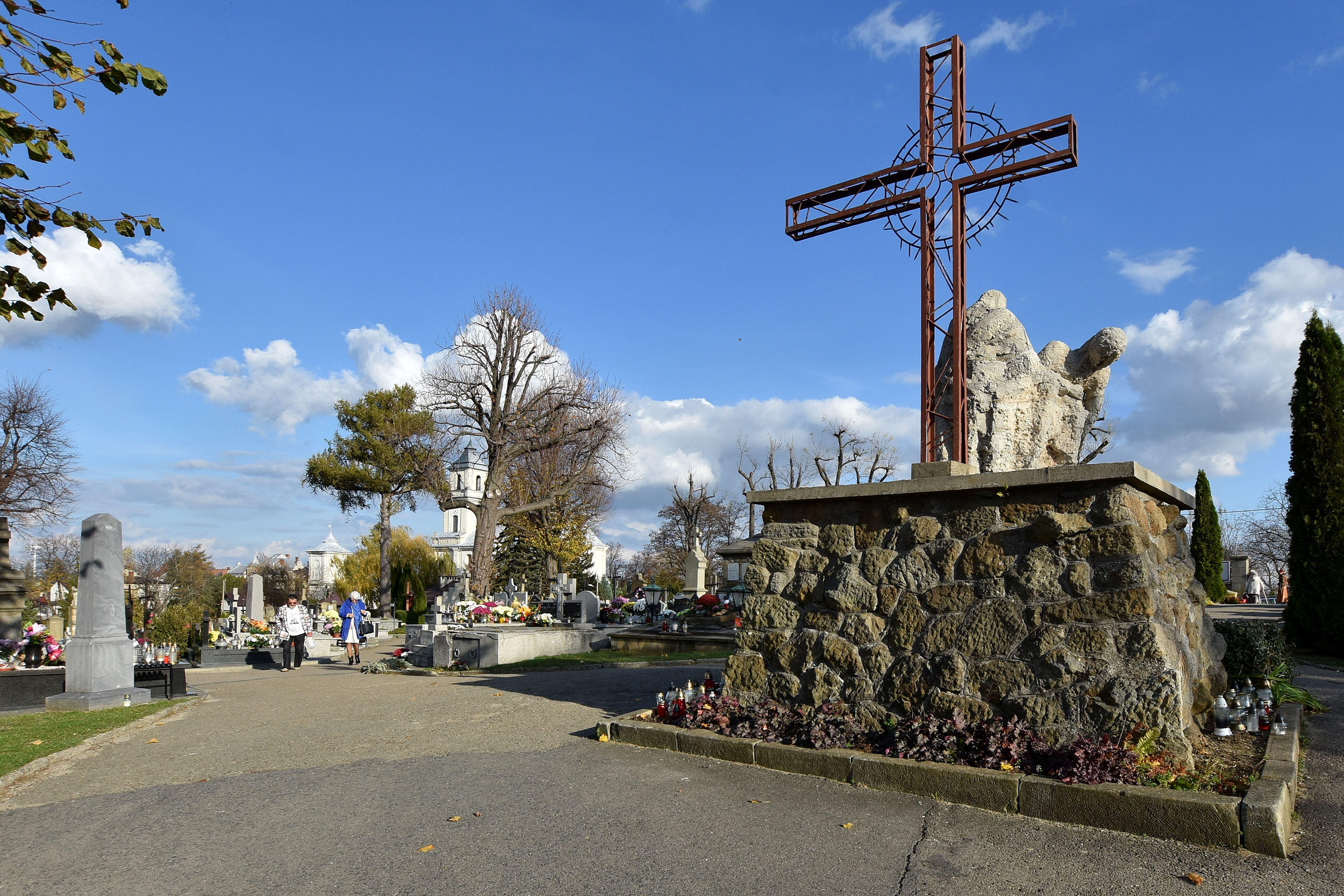